# Câmara Municipal de Goiânia
Câmara Municipal de Goiânia é o órgão legislativo do município de Goiânia, capital do estado de Goiás. Foi fundada em 20 de novembro de 1935,  e atualmente é composta por 37 vereadores.

## História

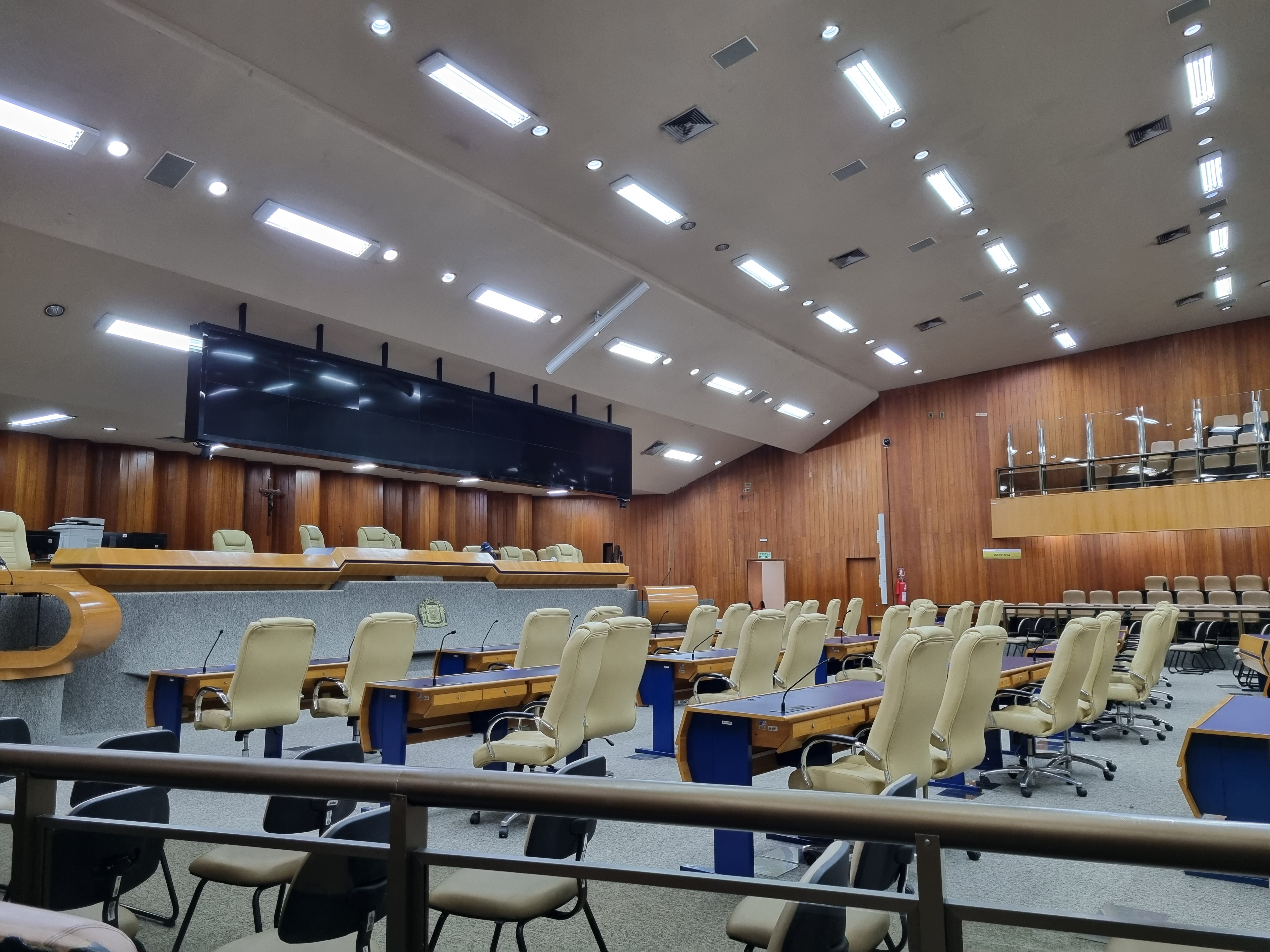
Plenário da Câmara Municipal de Goiânia, em 2023.

A Câmara Municipal foi fundada no dia 20 de novembro de 1935 através do decreto 510 do governador Pedro Ludovico Teixeira, que marcou eleições municipais para o dia 15 de outubro do ano seguinte. Enquanto isso, foram nomeados sete conselheiros municipais que atuavam como vereadores: Germano Roriz, Pedro Arantes, Godofredo Leopoldino de Azevedo, Aarão Augusto de Souza, João Augusto Roriz, Antônio Euzébio Felipe e Milton Klopstock e Silva.
Eles atuaram até a posse dos vereadores eleitos em 1936: Licardino de Oliveira Ney, José Rodrigues de Moraes Filho, João Augusto Roriz, Milton Klopstock e Silva, Hermenegildo de Oliveira, Germano Roriz e Octacílio França. Mas o mandato durou pouco, pois em 10 de novembro de 1937, o presidente Getúlio Vargas fechou as portas do poder legislativo em todo o país.
A Câmara Municipal só foi novamente instalada dez anos depois, em uma solenidade realizada no salão de reuniões da Assembléia Legislativa no dia 6 de dezembro de 1947, considerada a data oficial de aniversário da Casa. A primeira sede após o retorno das atividades foi no antigo prédio do jornal O Popular, na Avenida Goiás. Os goianienses elegeram um mulher logo na primeira legislatura. Era Ana Braga, filiada à União Democrática Nacional (UDN).
A primeira sessão que a própria Câmara Municipal considera oficial foi realizada no dia 9 de dezembro de 1947. Naquele ano, o Partido Comunista Brasileiro (PCB) foi cassado e os militantes da legenda foram obrigados a buscar outros partidos, como fizeram em Goiânia os vereadores José Nonato e Alberto Xavier de Almeida, que se filiaram à UDN.

## Polêmica dos salários extras
Pouco antes das eleições de 2008, 18 vereadores se envolveram num escândalo após se reunirem a portas fechadas para derrubar o veto do prefeito Iris Rezende (PMDB) ao projeto de lei que criava três salários extras para eles mesmos. Os vereadores aproveitaram que a maioria de seus colegas estavam participando de um evento da Comissão de Constituição e Justiça (CCJ) homenageando o delegado da Polícia Federal Protógenes Queiroz para articular a derrubada do veto. Apesar dos esforços dos vereadores para que a reunião fosse mantida em sigilo, o jornal O Popular conseguiu a lista com os nomes daqueles que votaram pela derrubada do veto. Após a publicação da reportagem, a Câmara decidiu revogar a matéria. Dos 18 nomes divulgados pelo jornal, apenas um (Euler Ivo, do PDT) não era candidato a reeleição.
Apesar do escândalo, 10 dos 17 vereadores que votaram pela derrubada do veto e buscavam a reeleição conseguiram ser eleitos. Foram eles: Anselmo Pereira, Bruno Peixoto, Clécio Alves (citado pelo jornal como principal articulador pela derrubada do veto), Geovani Antônio, Maurício Beraldo, Pastor Rusembergue, Paulo Borges, Pedro Azulão Júnior, Santana Gomes e Virmondes Cruvinel Filho.
Nas eleições de 2008, o vereador Bruno Peixoto foi eleito em 1º Lugar com 12.850.

## Vereadores

### 20.ª Legislatura - 2025 - 2029[6]
| Atual presidente da Casa e terceiro na linha sucessória da Prefeitura de Goiânia, Romário Policarpo. | Atual presidente da Casa e terceiro na linha sucessória da Prefeitura de Goiânia, Romário Policarpo. |
| Nome                                                                                                 | Partido                                                                                              |
| --- | --- |
| Aava Santiago                                                                                        | PSDB                                                                                                 |
| Anderson Sales – Bokão                                                                               | MDB                                                                                                  |
| Anselmo Pereira                                                                                      | MDB                                                                                                  |
| Bessa                                                                                                | DC                                                                                                   |
| Bill Guerra                                                                                          | MDB                                                                                                  |
| Cabo Senna                                                                                           | PRD                                                                                                  |
| Denício Trindade                                                                                     | UNIÃO                                                                                                |
| Dr. Gian                                                                                             | MDB                                                                                                  |
| Fabrício Bonfim                                                                                      | SDD                                                                                                  |
| | |
| Presidente: GCM Romário Policarpo                                                                    | PRD                                                                                                  |
| Geverson Abel                                                                                        | REPUBLICANOS                                                                                         |
| Henrique Alves                                                                                       | MDB                                                                                                  |
| Igor Franco                                                                                          | MDB                                                                                                  |
| Isaias Ribeiro                                                                                       | REPUBLICANOS                                                                                         |
| Izídio Alves                                                                                         | DC                                                                                                   |
| Joãozinho Guimarães                                                                                  | SDD                                                                                                  |
| Juarez Lopes                                                                                         | PDT                                                                                                  |
| Kleybe Morais                                                                                        | MDB                                                                                                  |
| Leandro Sena                                                                                         | SDD                                                                                                  |
| Leia Klebia                                                                                          | PODE                                                                                                 |
| Leo José                                                                                             | SDD                                                                                                  |
| Lucas Kitao                                                                                          | UNIÃO                                                                                                |
| Luciula do Recanto                                                                                   | MDB                                                                                                  |
| Markim Goyá                                                                                          | PRD                                                                                                  |
| Kátia                                                                                                | PT                                                                                                   |
| Paulo Magalhães                                                                                      | UNIÃO                                                                                                |
| Fabrício Rosa                                                                                        | PT                                                                                                   |
| Pedro Azulão Jr.                                                                                     | MDB                                                                                                  |
| Raphael da Saúde                                                                                     | SDD                                                                                                  |
| Ronilson Reis                                                                                        | SDD                                                                                                  |
| Sabrina Garcez                                                                                       | REPUBLICANOS                                                                                         |
| Sandes Júnior                                                                                        | MDB                                                                                                  |
| Raphael da Saúde                                                                                     | SDD                                                                                                  |
| Sargento Novandir                                                                                    | MDB                                                                                                  |
| Thialu Guiotti                                                                                       | AVANTE                                                                                               |
| Willian Veloso                                                                                       | PL                                                                                                   |

### Mesa Diretora 2025 - 2028[7]
| Nome                  | Partido      | Cargo              |
| --------------------- | ------------ | ------------------ |
| GCM Romário Policarpo | PRD          | Presidente         |
| Anselmo Pereira       | MDB          | 1º Vice-Presidente |
| Isaías Ribeiro        | REPUBLICANOS | 2º Vice-Presidente |
| Sargento Novandir     | MDB          | 3º Vice-Presidente |
| Leia Klebia           | PODE         | 4º Vice-Presidente |
| Henrique Alves        | MDB          | 1º Secretário      |
| Juarez Lopes          | PDT          | 2º Secretário      |
| Thialu Guiotti        | AVANTE       | 3º Secretário      |
| Aava Santiago         | PSDB         | 4º Secretário      |
| Oséias Varão          | PL           | 5º Secretário      |
| Tião Peixoto          | PSDB         | Corregedor         |
| Coronel Urzêda        | PL           | Corregedor         |